# Озеро Тагарское
Озеро Тагарское — посёлок в Минусинском районе Красноярского края в составе Лугавского сельсовета.

## География
Посёлок находится  на берегу Тагарского озера на юге района, при федеральной трассе Р-257 Енисей,  примерно в 12 км к юг-юго-востоку от города Минусинск и в 27 км к юго-востоку от Абакана.
Отдельным кварталом (Малиновая улица, улица Мелиоратор и пр.) расположены кластер садовых товариществ у озера Малое Сухое. Оба жилых массива связаны просёлочными дорогами и также по федеральной автодороге.

## Климат
Климат характеризуется суровой продолжительной зимой с длительными морозами и устойчивым снежным покровом. Средняя температура января −22.4ºС с возможным понижением до −57º С. В отдельные тёплые дни тёплых зим возможно повышение температуры воздуха до положительных значений. Весна поздняя, короткая, прохладная. Ясная ветреная погода и увеличение продолжительности солнечного сияния способствует быстрому прогреванию и просыханию почвы. Лето наступает в конце мая и продолжается 2.5 месяца. Средняя температура самого тёплого месяца июля +16.9º С. Осенний период вдвое продолжительнее весеннего, характеризуется ранними заморозками. Средняя годовая температуры воздуха −3.4º С. Годовое количество осадков — 510 мм. Максимальное за год количество осадков выпадает в июле-августе. Зимний сезон относительно сухой. Устойчивый снежный покров образуется в начале ноября.

## История
С 1873 до 1888 год у берега озера была работала соляная варница. После закрытия варницы у озера было построено несколько дач и купальня. С 1921 года посёлок был объявлен общегосударственным курортом.

## Население
| 2010 |
| ---- |
| 357  |

Постоянное население составляло 436 человек в 2002 году (93 % русские).

## Инфраструктура
Санаторий «Сосновый бор», краевая туберкулёзная больница.

## Транспорт
Посёлок доступен автотранспортом. Остановки общественного транспорта «Озеро Тагарское» и «Дачи Озеро Тагарское». 